# Pontiacq-Viellepinte
Pontiacq-Viellepinte é uma comuna francesa na região administrativa da Nova Aquitânia, no departamento dos Pirenéus Atlânticos. Estende-se por uma área de 6,89 km². Em 2010 a comuna tinha 187 habitantes (densidade: 27,1 hab./km²).